# Brendan Sexton III
Brendan Eugene Sexton III, född 21 februari 1980 på Staten Island i New York, är en amerikansk skådespelare. 
Han debuterade som skådespelare i Todd Solondz film Welcome to the Dollhouse år 1995, där han spelade rollen som den problematiske mobbaren Brandon McCarthy. Sexton blev senare nominerad till en Independent Spirit Award, för sin insats i filmen.
Sexton har bland annat spelat huvudrollen i Hurricane Streets och Desert Blue, samt medverkat i Boys Don't Cry, Black Hawk Down, Empire Records och Pecker.

## Filmografi (i urval)

### Filmer
| År   | Titel                                     | Roll                                 | Noter                 |
| ---- | ----------------------------------------- | ------------------------------------ | --------------------- |
| 1995 | Welcome to the Dollhouse                  | Brandon McCarthy                     |                       |
| 1995 | Empire Records                            | Warren                               |                       |
| 1997 | Hurricane Streets                         | Marcus                               |                       |
| 1998 | Pecker                                    | Matt                                 |                       |
| 1998 | Desert Blue                               | Blue Baxter                          |                       |
| 1999 | Boys Don't Cry                            | Tom Nissen                           |                       |
| 2001 | Session 9                                 | Jeff                                 |                       |
| 2001 | Black Hawk Down                           | Menige Richard "Alphabet" Kowalewski |                       |
| 2005 | Hide and Seek                             | Butiksmedarbetare                    | Okrediterad medverkan |
| 2007 | The Girl in the Park                      | Stuart                               |                       |
| 2009 | The Messenger                             | Rekryterare Olson                    |                       |
| 2009 | Everybody's Fine                          | Rånare                               |                       |
| 2010 | The Runaways                              | Derek                                |                       |
| 2012 | Seven Psychopaths                         | Unge Zachariah                       |                       |
| 2013 | The Trials of Cate McCall                 | Rusty Burkhardt                      |                       |
| 2014 | Glass Chin                                | Jimmy Musial                         |                       |
| 2014 | 10 Cent Pistol                            | Donny                                |                       |
| 2017 | Three Billboards Outside Ebbing, Missouri | Korthårig kille                      |                       |
| 2019 | El Camino: A Breaking Bad Movie           | Kyle                                 |                       |
| 2021 | Don't Breathe 2                           | Raylan                               |                       |
| 2023 | God Is a Bullet                           | Mormors pojke                        |                       |

### TV-serier
| År         | Titel         | Roll                | Noter                             |
| ---------- | ------------- | ------------------- | --------------------------------- |
| 2009       | Life on Mars  | Danny Krasner       | Avsnittet "Revenge of Broken Jaw" |
| 2011–2012  | The Killing   | Belko Royce         | 15 avsnitt                        |
| 2013       | Mob City      | Jerry Edelstein     | 2 avsnitt                         |
| 2014       | Chicago P.D.  | Ian Marks           | Avsnittet "An Honest Woman"       |
| 2014       | Stalker       | Robbie Dalton       | Avsnittet "Fanatic"               |
| 2016, 2018 | Drunk History | Felix/Thomas Benton | 2 avsnitt                         |
| 2019–2022  | Russian Doll  | Häst                | 6 avsnitt                         |
| 2020       | FBI           | Mike Helton         | Avsnittet "Safe Room"             |